# Kepler-9c
Kepler-9c é um exoplaneta descoberto pela missão Kepler da NASA. Kepler-9b e Kepler-9c foram os primeiros exoplanetas confirmados a transitar uma estrela: a Kepler-9. A descoberta do planeta foi anunciada pela equipe da missão Kepler em 26 de agosto de 2010, após a sua descoberta inicial pela Kepler. Na época, foi um dos 700 candidatos planetários observados pela Kepler.
Observações do planeta sugerem que ele é um gigante gasoso de hidrogênio e hélio, ligeiramente menor que Saturno, e que orbita perto de sua estrela a 0,225 UA. Kepler-9c e Kepler-9b são notáveis pelo fato de os planetas compartilham um padrão de ressonância orbital, na qual a órbita de um planeta estabiliza a órbita do outro. Durante o tempo em que foi observado pela sonda, a órbita do planeta, que dura, em média, cerca de 38 dias, encurtava 39 minutos a cada período orbital devido a este efeito. Sua órbita, ao longo do tempo, oscila um pouco acima e abaixo de uma proporção de 2:1 com o planeta 9b.

## Nomenclatura e história
Tal como acontece com a maioria dos exoplanetas, o nome "Kepler-9c" denota que ele é o segundo planeta descoberto na órbita da estrela Kepler-9. A própria Kepler-9 recebeu o nome da missão Kepler, um projeto da NASA orientado para descobrir planetas que transitam suas estrelas de origem.
O planeta foi um dos 700 candidatos planetários considerados pela Kepler em seus primeiros 43 dias de operação. Destacou-se como uma parte de um dos cinco sistemas estelares que pareciam conter vários planetas em trânsito. Kepler-9c e Kepler-9b foram confirmados como os primeiros planetas descobertos em trânsito da mesma estrela.
As estimativas iniciais relativas à massa de Kepler-9c foram aperfeiçoadas por observações de acompanhamento feitos pelo Observatório W. M. Keck em Mauna Kea, Havaí. Keck foi capaz de confirmar que Kepler-9c e Kepler-9b são planetas ligeiramente menores do que Saturno.

## Características
Kepler-9c é um gigante gasoso um pouco menor e menos maciço do que o planeta Saturno.Tem aproximadamente 0,171 MJ, ou 17% da massa do planeta Júpiter. Tem um raio de 0,823 RJ, que faz com que seja um pouco menor (1,5%) do que Saturno. O planeta está, em média, situado 0,225 UA da estrela.
É provável que o planeta seja composto de hidrogênio e hélio. O planeta orbita sobre o mesmo plano que Kepler-9b, o segundo e maior gigante gasoso localizado no sistema de Kepler-9. Ao observar o planeta, a equipe Kepler percebeu que Kepler-9b e 9c orbitam em uma proporção de 1:2, em que Kepler-9b orbita sua estrela a cada 19 dias e Kepler-9c orbita a cada 38 dias. A atração gravitacional que cada planeta exerce sobre o outro, produz o fenômeno de ressonância orbital, o que mantém os planetas em uma órbita estável. Este fenômeno é o primeiro de seu tipo visto fora do Sistema Solar. Toda vez que Kepler-9c completa uma órbita durante o período de observação, o seu período orbital diminuiu cerca de 39 minutos. Em algum momento, no entanto, esta tendência irá inverter e o período de sua órbita vai aumentar. A duração de sua órbita irá oscilar ligeiramente acima e abaixo da taxa de 2:1.